# Miniopterus fraterculus
Espèce
Statut de conservation UICN

 LC  : Préoccupation mineure
Miniopterus fraterculus est une espèce de chauves-souris de la famille des Miniopteridae. Cette espèce se rencontre principalement en Afrique.

## Référence bibliographique
- Goodman, S. M., K. E. Ryan, C. P. Maminirina, J. Fahr, L. Christidis & B. Appleton, 2007 : Specific status of populations on Madagascar referred to Miniopterus fraterculus (Chiroptera: Vespertillionidae), with description of a new species. Journal of Mammalogy, 88:1216-1229.